# NGC 6420
NGC 6420 est une galaxie lenticulaire située dans la constellation du Dragon. Sa vitesse par rapport au fond diffus cosmologique est de 8 075 ± 29 km/s, ce qui correspond à une distance de Hubble de 119,1 ± 8,4 Mpc (∼388 millions d'al). NGC 6420 a été découverte par l'astronome américain Lewis Swift en 1883.